# Marshall Teague
Pour les articles homonymes, voir Teague.
Pour l'acteur, voir Marshall R. Teague
Statistiques en NASCAR Cup Series
Dernière mise à jour : 20 février 2017 
Marshall Teague est un pilote automobile américain né à Daytona Beach (Floride) le 22 février 1921 et mort dans cette ville le 11 février 1959.

## Biographie
Teague participe aux quatre premières saisons de NASCAR entre 1949 et 1952 et remporte sept de ses vingt-trois courses dont deux à Daytona Beach dont il est originaire, d'où son surnom de King of the Beach.